# 2004年アテネオリンピックのインドネシア選手団
2004年アテネオリンピックのインドネシア選手団（2004ねんアテネオリンピックのインドネシアせんしゅだん）は、2004年8月13日から8月29日にかけてギリシャの首都アテネで開催された2004年アテネオリンピックのインドネシア選手団、およびその競技結果。

## 概要
今大会は金メダル1個、銀メダル1個、銅メダル2個の合計4個のメダルを獲得した。

## メダル
| メダル | 選手名                              | 競技                 | 種目           |
| ------ | ----------------------------------- | -------------------- | -------------- |
| 金     | タウフィック・ヒダヤット            | バドミントン         | 男子シングルス |
| 銀     | ラエマ・リサ・ルンベワス            | ウエイトリフティング | 女子53kg級     |
| 銅     | ソニー・ドイ・クンコロ              | バドミントン         | 男子シングルス |
| 銅     | エン・ヒアン フランディー・リンペレ | バドミントン         | 男子ダブルス   |